# Glacialoca caerulea
Genre
Espèce
Glacialoca caerulea, unique représentant du genre Glacialoca, est une espèce de collemboles de la famille des Entomobryidae.

## Distribution
Cette espèce est endémique de Nouvelle-Zélande.

## Description
Glacialoca caerulea mesure 2,5 mm.

## Publication originale
- Salmon, 1941 : The Collembolan fauna of New Zealand, including a discussion of its distribution and affinities. Transactions and Proceedings of the Royal Society of New Zealand, vol. 70, p. 282-431 (texte intégral).